# Constantino Prol Cid
Constantino Prol Cid (Prado, Vilar de Barrio, 23 de septiembre de 1938 - Nigrán, 20 de febrero de 2017) fue un filósofo, docente y político gallego .

## Trayectoria
Hijo de Facundo Prol, carrilano. Catedrático y profesor de Filosofía. Fue profesor en el Instituto de Redondela. Fue el fundador del Grupo Aletheia. Fue director de instituto e inspector de Educación. Militó en el PSOE. Fue designado como candidato al Congreso del PSOE por la provincia de Pontevedra en las elecciones de 1979 .

## Vida personal
Era hermano de Juan Prol Cid .